# Землетрясение в Казвине
Землетрясение в Казвине — катастрофическое землетрясение с эпицентром к югу от иранского города Казвин в одноимённом остане 1 сентября 1962 года, самое сильное в регионе с 1630 года. Землетрясение магнитудой 7,0 (в других источниках 7,1) разрушило или повредило свыше 21 300 домов, 91 деревня была уничтожена, ещё 233 пострадали. В землетрясении погибли 12 225 человек, ещё 2800 получили тяжёлые ранения.

## Сейсмология
Землетрясение с эпицентром к югу от Казвина — административного центра одноимённого остана — затронуло территорию вдоль геологического разлома, получившего название Ипакского. Ипакский разлом протянулся от деревни Ипак на востоке вдоль горного хребта к югу от города Буин-Захра до деревни Тахриджин недалеко от Абгарма на западе. Общая протяжённость эпицентра с запада на восток составила (85 км), вдоль основной линии разлома и её ветвей наблюдались отдельные сдвиги почвы на 40—76 см по вертикали и 15—50 см по горизонтали (эти данные касаются восточной части района, в западной и центральной измерения не проводились из-за гористой местности и отсутствия дорог). После 1963 года также было сообщено о масштабных послойных смещениях в районе деревень Рудак и Туфак (примерно 6 на 2 км); породы в этом районе представляют собой трещиноватые структуры, образованные неогеновыми и плиоценовыми молассами.
Магнитуда основного толчка с глубиной гипоцентра 10 км составила по одним данным 7,0, а по другим 7,1. Его продолжительность, оцененная по построенным в дальнейшем моделям, составляла 24 секунды, что при оценочной скорости распространения волны в 3 км/с предполагает подвижки коры на расстоянии 72 км. Основное направление волны — юго-юго-запад. Согласно оценкам, основанным на характере повреждений древних сооружений, землетрясение 1962 года было самым мощным в этом районе как минимум с 1630 года. Толчки ощущались на большом расстоянии от эпицентра, в том числе в Тебризе, Исфахане и Йезде, а также в Азербайджанской ССР, а на западных окраинах Тегерана серьёзно пострадали около 50 домов. Землетрясение подняло волны в водоёмах на расстоянии до 170 км от эпицентра, в том числе в Каспийском море.

## Жертвы и разрушения
В землетрясении пострадали свыше 300 населённых пунктов. 91 деревня была полностью разрушена, ещё в 233 были зафиксированы повреждения зданий, в основном построенных из низкокачественных материалов. В общей сложности не подлежащими восстановлению были признаны 21 310 домов. В 180 населённых пунктах были человеческие жертвы; в общей сложности погибли 12 225 человек и ещё около 2800 получили тяжёлые ранения, что составляет 11,6 % от общего населения региона, где располагался эпицентр землетрясения. Кроме того, погибли 35 % скота в районе эпицентра.
Землетрясение не нанесло серьёзного ущерба ни одному памятнику культуры, однако был незначительно повреждён ряд зданий, относящихся к поздней сефевидской и ранней каджарской эпохам, в том числе хусейнии и имамзаде в Эштехарде, Такестане, Палангабаде и караван-сарай в Хаджибе.

## Афтершоки
Наиболее сильные афтершоки, внесшие свой вклад в общий объём жертв и разрушений, были зафиксированы 4 сентября (с магнитудой объёмных волн 5,6) и 13 октября (с магнитудой поверхностных волн 5,7). Большинство афтершоков ощущалось к западу от эпицентра основного события. Толчок магнитудой 5,1, имевший место 3 ноября 1964 года в Эштехарде (к северо-востоку от землетрясения 1962 года), также рассматривается как его афтершок; от этого толчка были разрушены несколько домов.

## Гуманитарная помощь
К доставке гуманитарной помощи из Европы были привлечены 47 транспортных самолётов ВВС США. Они доставили 901 тонну различных грузов. США развернули в зоне землетрясения военно-полевой госпиталь.